# Ferdo Ćus
Ferdo Ćus (Zagreb, 19. srpnja 1891. – Crni vrh na Gučevu, 12. listopada 1914.) bio je hrvatski kipar.

## Životopis
Završio je Obrtnu školu te se upisao 1907. u prvi kiparski odjel Više škole za umjetnost i umjetni obrt u Zagrebu. Za vrijeme školovanja izradio je brončane figure dječaka s kornjačama za fontanu u Petrinji te 1910. kompoziciju s figurom u sredini. Uz Rudolfa Valdeca i Milu Wod izrađuje dekorativne plastične ukrase na južnom pročelju Sveučilišne knjižnice u Zagrebu. Kasnije se usavršavao na Državnoj školi za drvorezbarstvo u Sankt Christini u Južnom Tirolu.
Kao dobrovoljac poginuo je na srpskoj bojišnici.

### Članci
- Tartaglia-Kelemen, Vladimira. 1993. Ćus, Ferdo. Hrvatski biografski leksikon. Zagreb.  journal zahtijeva |journal= (pomoć)